# Jay Lethal
Jamar Shipman(Elizabeth, Nova Jérsei, 29 de Abril de 1985) é um lutador de wrestling profissional norte-americano que trabalha na Ring of Honor com o ring name Jay Lethal, onde ele é o atual Campeão Mundial da ROH no seu primeiro reinado, e também o Campeão Mundial Televisivo da ROH em seu segundo reinado. Ele é conhecido por trabalhar para a Total Nonstop Action Wrestling (TNA), onde ele foi seis vezes Campeão da X Division e uma vez Campeão Mundial de Duplas da TNA com Consequences Creed. Entre ROH e TNA, Lethal venceu 11 títulos no total.

## Carreira
- Jersey All Pro Wrestling - (2001–2009)
- Ring of Honor - (2002-2006-2011-presente)
- Total Nonstop Action Wrestling - (2005-2011)

## Campeonatos e prêmios
- American Championship Entertainment
  - ACE Tag Team Championship (1 vez) – com Mo Sexton
- American Wrestling Alliance
  - AWA Heavyweight Championship (1 vez)
  - AWA Light Heavyweight Championship (1 vez)
  - AWA Tag Team Championship (1 vez) – com Rob Vegas
- Big Time Wrestling
  - BTW Heavyweight Championship (1 vez) [2]
- International High Powered Wrestling
  - IHPW Diamond Division Championship (1 vez)
  - IHPW United States Heavyweight Championship (1 vez)
- Jersey All Pro Wrestling
  - JAPW Heavyweight Championship (1 vez)[3]
  - JAPW Light Heavyweight Championship (1 vez)[4]
  - JAPW Tag Team Championship (1 vez)[5] – com Azriael
  - JAPW Television Championship (1 vez)[6]
- Jersey Championship Wrestling
  - JCW J-Cup Championship (1 vez)[7]
  - JCW Light Heavyweight Championship (1 vez)[8]
  - JCW Television Championship (1 vez)[9]
- Politically Incorrect Wrestling
  - PIW World Championship (1 vez)
- Pro-Wrestling ELITE
  - PWE Interstate Championship (1 vez)
- Pro Wrestling Illustrated
  - PWI ranked him #95 of the top 500 singles wrestlers in the PWI 500 em 2007[10]
- Ring of Honor
  -     - ROH Pure Championship (1 time)
    - ROH World Championship (1 time, current)
    - ROH World Television Championship (2 times, current)
    - Honor Rumble (2011)
    - Survival of the Fittest (2012)
    - Third Triple Crown Champion
- Total Nonstop Action Wrestling
  - TNA X Division Championship (3 vezes)
  - TNA 2006 World X Cup Tournament vencedor (com Chris Sabin, Sonjay Dutt e Alex Shelley)
  - TNA World Tag Team Championship (1 vez) (com Consequences Creed)
- Unreal Championship Wrestling
  - UCW United States Heavyweight Championship (1 vez)
  - UCW World Heavyweight Championship (1 vez)